# Elezioni europee del 1979 in Italia per circoscrizione
Le elezioni europee del 1979 nelle circoscrizioni italiane videro i seguenti risultati.

## Risultati

### Circoscrizione Italia nord-occidentale
| Liste  | Liste                                         | Voti      | %     | Seggi |
| ------ | --------------------------------------------- | --------- | ----- | ----- |
|        | Democrazia Cristiana                          | 3 423 574 | 34,35 | 8     |
|        | Partito Comunista Italiano                    | 2 856 313 | 28,66 | 7     |
|        | Partito Socialista Italiano                   | 1 240 108 | 12,44 | 3     |
|        | Partito Liberale Italiano                     | 625 173   | 6,27  | 2     |
|        | Partito Socialista Democratico Italiano       | 468 155   | 4,70  | 1     |
|        | Partito Radicale                              | 410 716   | 4,12  | 1     |
|        | Movimento Sociale Italiano - Destra Nazionale | 333 559   | 3,35  | 1     |
|        | Partito Repubblicano Italiano                 | 297 865   | 2,99  | 1     |
|        | Partito di Unità Proletaria per il Comunismo  | 111 073   | 1,11  | –     |
|        | Democrazia Proletaria                         | 91 576    | 0,92  | 1     |
|        | Federalismo                                   | 79 595    | 0,80  | –     |
|        | Costituente di Destra - Democrazia Nazionale  | 30 160    | 0,30  | –     |
| Totale | Totale                                        | 9 967 867 | 100   | 25    |

### Circoscrizione Italia nord-orientale
| Liste  | Liste                                         | Voti      | %     | Seggi |
| ------ | --------------------------------------------- | --------- | ----- | ----- |
|        | Democrazia Cristiana                          | 2 605 043 | 36,68 | 6     |
|        | Partito Comunista Italiano                    | 2 150 903 | 30,28 | 5     |
|        | Partito Socialista Italiano                   | 759 939   | 10,70 | 2     |
|        | Partito Socialista Democratico Italiano       | 325 237   | 4,58  | 1     |
|        | Partito Liberale Italiano                     | 260 672   | 3,67  | 1     |
|        | Partito Radicale                              | 252 645   | 3,56  | 1     |
|        | Partito Popolare Sud Tirolese                 | 196 373   | 2,76  | 1     |
|        | Partito Repubblicano Italiano                 | 196 119   | 2,76  | –     |
|        | Movimento Sociale Italiano - Destra Nazionale | 191 051   | 2,69  | –     |
|        | Partito di Unità Proletaria per il Comunismo  | 60 623    | 0,85  | –     |
|        | Federalismo                                   | 47 356    | 0,67  | –     |
|        | Democrazia Proletaria                         | 38 912    | 0,55  | –     |
|        | Costituente di Destra - Democrazia Nazionale  | 17 908    | 0,25  | –     |
| Totale | Totale                                        | 7 102 781 | 100   | 17    |

### Circoscrizione Italia centrale
| Liste  | Liste                                         | Voti      | %     | Seggi |
| ------ | --------------------------------------------- | --------- | ----- | ----- |
|        | Partito Comunista Italiano                    | 2 593 454 | 36,37 | 6     |
|        | Democrazia Cristiana                          | 2 260 718 | 31,71 | 5     |
|        | Partito Socialista Italiano                   | 743 012   | 10,42 | 1     |
|        | Movimento Sociale Italiano - Destra Nazionale | 393 331   | 5,52  | 1     |
|        | Partito Socialista Democratico Italiano       | 282 894   | 3,97  | 1     |
|        | Partito Radicale                              | 263 204   | 3,69  | 1     |
|        | Partito Repubblicano Italiano                 | 205 916   | 2,89  | 1     |
|        | Partito Liberale Italiano                     | 187 383   | 2,63  | –     |
|        | Partito di Unità Proletaria per il Comunismo  | 117 801   | 1,65  | 1     |
|        | Democrazia Proletaria                         | 48 813    | 0,68  | –     |
|        | Costituente di Destra - Democrazia Nazionale  | 21 290    | 0,30  | –     |
|        | Federalismo                                   | 12 301    | 0,17  | –     |
| Totale | Totale                                        | 7 130 117 | 100   | 17    |

### Circoscrizione Italia meridionale
| Liste  | Liste                                         | Voti      | %     | Seggi |
| ------ | --------------------------------------------- | --------- | ----- | ----- |
|        | Democrazia Cristiana                          | 3 058 717 | 41,76 | 7     |
|        | Partito Comunista Italiano                    | 1 884 445 | 25,73 | 4     |
|        | Partito Socialista Italiano                   | 761 875   | 10,40 | 2     |
|        | Movimento Sociale Italiano - Destra Nazionale | 691 769   | 9,44  | 1     |
|        | Partito Socialista Democratico Italiano       | 315 747   | 4,31  | 1     |
|        | Partito Radicale                              | 208 072   | 2,84  | –     |
|        | Partito Liberale Italiano                     | 107 627   | 1,47  | –     |
|        | Partito Repubblicano Italiano                 | 106 098   | 1,45  | –     |
|        | Partito di Unità Proletaria per il Comunismo  | 80 794    | 1,10  | –     |
|        | Democrazia Proletaria                         | 48 415    | 0,66  | –     |
|        | Costituente di Destra - Democrazia Nazionale  | 45 473    | 0,62  | –     |
|        | Federalismo                                   | 15 226    | 0,21  | –     |
| Totale | Totale                                        | 7 324 258 | 100   | 15    |

### Circoscrizione Italia insulare
| Liste  | Liste                                         | Voti      | %     | Seggi |
| ------ | --------------------------------------------- | --------- | ----- | ----- |
|        | Democrazia Cristiana                          | 1 426 268 | 40,55 | 3     |
|        | Partito Comunista Italiano                    | 876 229   | 24,91 | 2     |
|        | Partito Socialista Italiano                   | 362 012   | 10,29 | 1     |
|        | Movimento Sociale Italiano - Destra Nazionale | 299 345   | 8,51  | 1     |
|        | Partito Radicale                              | 150 428   | 4,28  | –     |
|        | Partito Socialista Democratico Italiano       | 122 239   | 3,48  | –     |
|        | Partito Liberale Italiano                     | 90 304    | 2,57  | –     |
|        | Partito Repubblicano Italiano                 | 90 141    | 2,56  | –     |
|        | Partito di Unità Proletaria per il Comunismo  | 36 365    | 1,03  | –     |
|        | Costituente di Destra - Democrazia Nazionale  | 27 706    | 0,79  | –     |
|        | Democrazia Proletaria                         | 24 626    | 0,70  | –     |
|        | Federalismo                                   | 11 915    | 0,34  | –     |
| Totale | Totale                                        | 3 517 578 | 100   | 7     |